# کورالیتوس (کالیفرنیا)
کورالیتوس (به انگلیسی: Corralitos) یک منطقهٔ مسکونی در ایالات متحده آمریکا است که در شهرستان سانتا کروز، کالیفرنیا واقع شده‌است. کورالیتوس ۲۳٫۳۱۲ کیلومتر مربع مساحت و ۲٬۳۲۶ نفر جمعیت دارد و ۸۲ متر بالاتر از سطح دریا واقع شده‌است.